# Програм MOST

MOST је једини програм Унеска који промовише и подржава изстраживања у области друштвених наука. Овај прогам се реализује у оквиру сектора за друштвене науке (енгл. Social and Human Sciences Sector) и започео је са радом марта 1994. године. Име програма је скраћеница пуног имена на енглеском језику: Management of Social Transformations, са значењем управљање друштвеним променама.
Замишљен је као истраживачки програм који треба да понуди поуздана и релевантна знања при осмишљавању развојних политика. Првобитни задатак је била посвећеност промоцији компаративних, међународних, интердисциплинарних и практично примењених истраживања. Програм је такође требало да промовише међународно повезивање истраживача и њихово умрежавање, да представља подршку у изградњи капацитета и да буде референтна институција за међунаородну размену информација из ове области.
У складу са потребама фебруара 2003. године је дошло до делимичне реоријентације програма где је тежиште стављено на ефикасну изградњу мостова између истраживања, формулисања јавних политика и праксе. Програм сада промовише тзв. културу фомулисања јавних политика засновану на примењеним истраживањима и то на државном, регионалном и међународном нивоу.